# Edward Forbes

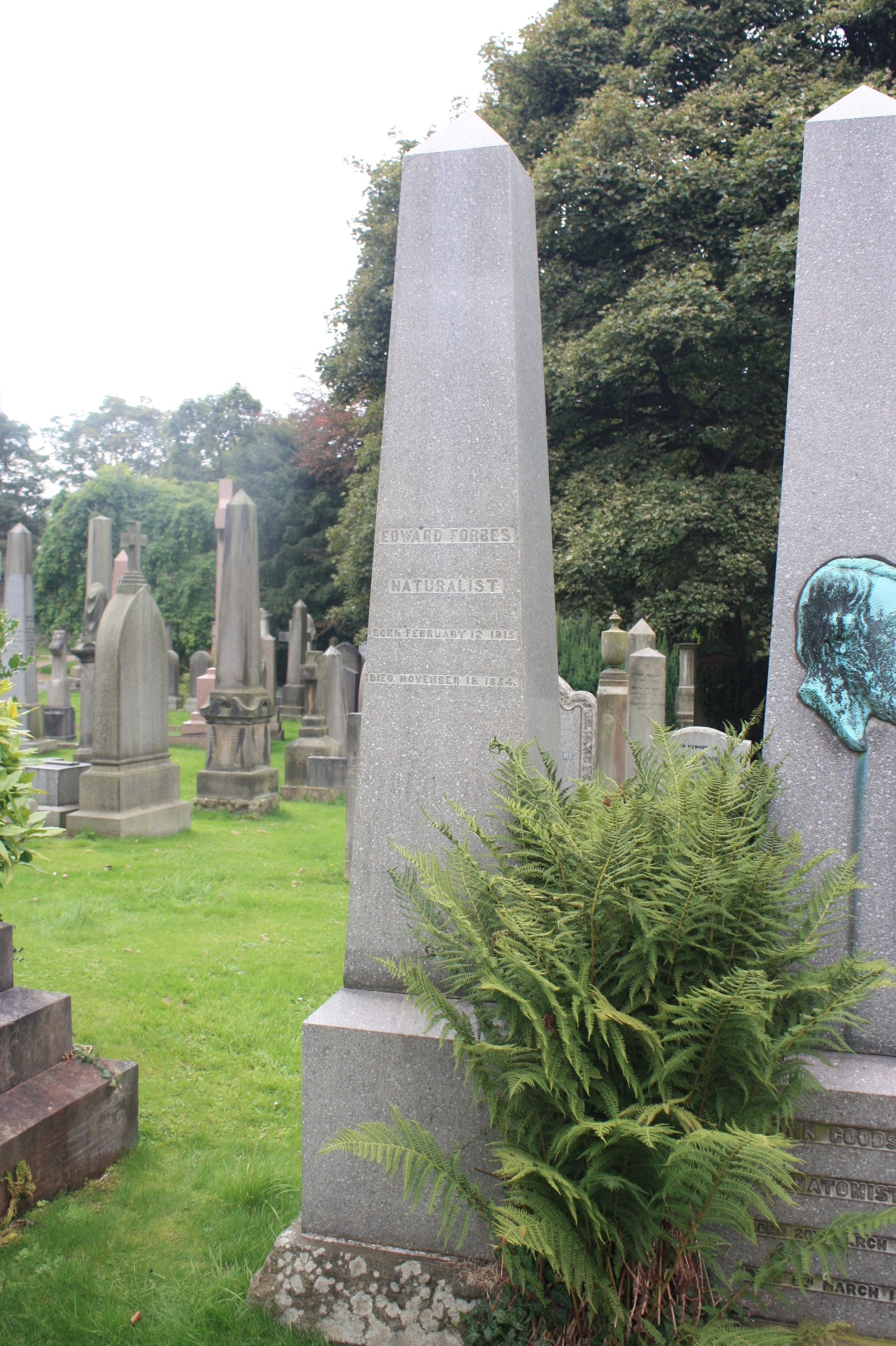
Tomba d'Edward Forbes al cementiri Dean

Edward Forbes FRS, FGS (Douglas, Illa de Man, 12 de febrer de 1815 – Wardic, Escòcia, 18 de novembre de 1854) va ser un naturalista anglès nascut a l'illa de Manx.

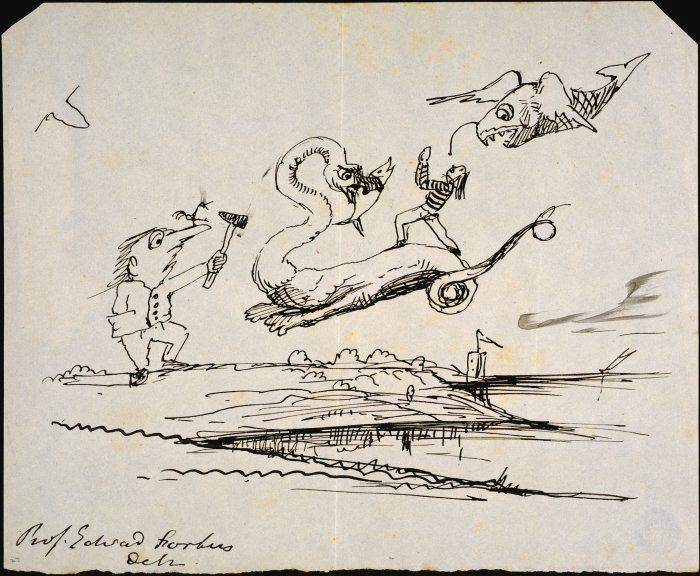
Dibuix per Forbes del geòleg Gideon Mantell en una batalla contra dinosaures voladors, cap al 1830

## Biografia
Forbes ja de ben petit preferia col·leccionar insectes, closques de mol·luscs, minerals, fòssils, plantes i altres objectes biològics. El juny de 1831 va deixar l'illa de Manx per anar cap a Londres on estudià dibuix. Després es matriculà en medicina a la Universitat d'Edimburg. El seu germà David Forbes va ser un notable mineralòleg.
El 1833 viatjà a Noruega, els resultats botànics van ser publicats a la revista de Loudon Magazine of Natural History.
L'hivern de 1836–1837 es trobava a París, on assistí als cursos del Museu Nacional d'Història Natural de França.
D'Algèria en recollí materials sobre els Mollusca, publicats a Annals of Natural History, vol. ii. p. 250. El 1838 aparegué el primer volum, Malacologia Monensis, una sinopsi de les espècies de mol·lusc de Manx. Durant l'estiu de 1838 visità amb interès botànic Estíria i Carniola.

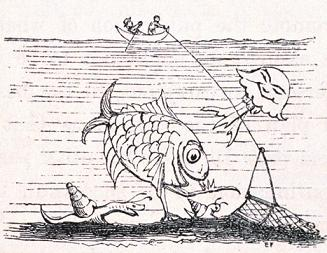
Frontispici de l'obra de Forbes Natural History of the European Seas